# Tomasz Klepa-Klepczyński
Tomasz Klepa-Klepczyński ps. „Siwy” (ur. 14 listopada 1885 w Woźnikach, zm. 28 maja 1968 w Łodzi) – polski polityk, prezydent Zawiercia w latach 1927–1929, uczestnik powstania warszawskiego.

## Biografia
Został usunięty ze szkół w Sieradzu i Sosnowcu za działalność konspiracyjną i udział w strajku. Następnie studiował w Grazu oraz Wiedniu. Po zakończeniu studiów zamieszkał w Łęczycy, gdzie początkowo był pracownikiem banku, a w okresie I wojny światowej pełnił funkcję burmistrza. W 1918 objął funkcję II burmistrza Kutna. W latach 1918–1926 był burmistrzem Kutna, a następnie radnym miasta. W latach 1927–1929 był prezydentem Zawiercia. W 1931 podjął zatrudnienie w „Kurierze Warszawskim”. Po wybuchu II wojny światowej podjął działalność w Radzie Głównej Opiekuńczej. Walczył w powstaniu warszawskim. Po jego zakończeniu trafił do obozu w Pruszkowie, gdzie pracował przy sortowaniu i ładowaniu książek. Po zakończeniu wojny udał się do Zakopanego, a następnie do Katowic, gdzie założył oddziały: Towarzystwa Przyjaciół Sztuk Pięknych oraz Związku Zawodowego Literatów Polskich. W latach 50. przeniósł się do Łodzi, gdzie w 1955 założył Towarzystwo Przyjaciół Sztuk Pięknych, któremu prezesował do 1962. W 1959 został członkiem honorowym Związku Łódzkich Artystów Plastyków.
Został pochowany na cmentarzu wojskowym na Dołach w Łodzi. 
Odznaczony m.in. Krzyżem Oficerskim Orderu Odrodzenia Polski.